# Scapteriscus oxydactylus
Scapteriscus oxydactylus är en insektsart som först beskrevs av Perty, J.A.M. 1832.  Scapteriscus oxydactylus ingår i släktet Scapteriscus och familjen mullvadssyrsor. Inga underarter finns listade i Catalogue of Life.